# Saint-Michel-l’Observatoire
Saint-Michel-l’Observatoire – miejscowość i gmina we Francji, w regionie Prowansja-Alpy-Lazurowe Wybrzeże, w departamencie Alpy Górnej Prowansji.

## Demografia
Według danych na rok 1990 gminę zamieszkiwały 844 osoby, a gęstość zaludnienia wynosiła 30 osób/km². W styczniu 2015 r. Saint-Michel-l’Observatoire zamieszkiwały 1222 osoby, przy gęstości zaludnienia wynoszącej 43,4 osób/km².